# Föreningen Arbetarskrivare
Föreningen Arbetarskrivare är en svensk litterär förening med syfte att uppmuntra och inspirera till författarskap som utgår från arbete och vardagsliv.
Föreningen bildades först under mitten av 1980-talet som Arbetarskrivare i Norr, som en följd av litteraturkurserna på Medlefors folkhögskola utanför Skellefteå. Initiativtagare och första ordförande var författaren Bernt-Olov Andersson. Arbetarskrivare i Norr ombildades den 24 mars 1990 på Brunnsviks folkhögskola i Dalarna, till Föreningen Arbetarskrivare.

## Verksamhet
Verksamheten består av skrivarkurser, uppläsningskvällar, medlemsmöten med författarbesök, tidskriften Klass (startades 2015), utgivning av egna antologier och deltagande på bokmässor och i andra offentliga sammanhang. Medlemsantalet är omkring 300.
Föreningen Arbetarskrivare delar sedan 1995 ut ett litterärt stipendium till någon lovande skribent som ännu inte publicerat sig i bokform. Priset kallades tidigare Fem unga-stipendiet men bytte 2011 namn till Arbetarskrivares stipendium.

## Utmärkelser
- 1998 – LO:s kulturstipendium i litteratur
- 2005 – Stiftelsen SEKO sjöfolks kulturstipendiefonds kulturpris

## Utgivning
- 1988 – Lort-Sverige idag (redaktör Bernt-Olov Andersson)
- 1994 – Einstein i Fruängen (redaktör Göran Burén)
- 1998 – Kärlek och bombhot (redaktör Göran Burén)
- 2002 – Fem unga (redaktör Maj-Len Lyth)
- 2003 – Polska räkmackor (redaktör Victoria Widmark)
- 2006 – Kneg (redaktör Victoria Widmark)
- 2010 – Skarpt läge (redaktör Victor Estby)
- 2012 – Skarpt läge (pocket, redaktör Victor Estby)
- 2012 – Landet som sprängdes (redaktör Victor Estby)
- 2014 – Det arbetande folket (redaktör Victor Estby)
- 2016 – Efter oss (redaktör Victor Estby)
- 2018 – Jag tänker mycket på oss och våra utmattade kroppar (redaktörer Anna Jörgensdotter och Henrik Johansson)
- 2020 – Världen vi lämnar (redaktörer Jens Paulsson och Hanna Wikman)
- 2022 – amma arbete arv (redaktörer Anna Arvidsdotter och Marie Hållander)

## Ordförande genom åren
- Bernt-Olov Andersson (–1992)
- Heli Kittilä (1992–1996)
- Pelle Olsson (1996–2000)
- Jörgen Hassler (2000–2002)
- Monica Pettersson (2002–2007)
- Andreas Svanberg (2007–2010)
- Kerttu Jokela (2010–2011)
- Åke Johansson (2011–2014)
- Torgny Karnstedt (2014–2016)
- Jenny Wrangborg (2016–2018)
- Ewa Bergdahl (2018–2021)
- Karin Nilsson (2021–)